# Lawrence Donald Soens
 Lawrence Donald Soens (* 26. August 1926 in Iowa City; † 1. November 2021 in Sioux City) war ein US-amerikanischer Geistlicher und römisch-katholischer Bischof von Sioux City.

## Leben
Lawrence Donald Soens studierte Philosophie und Theologie am Kenrick–Glennon Seminary in Shrewsbury im US-Bundesstaat Missouri und absolvierte ein Aufbaustudium an der University of Iowa in Iowa City. Am 6. Mai 1950 die Priesterweihe für das Bistum Davenport. Er war in der Seelsorge tätig und zudem Lehrer an der St. Ambrose Academy in Davenport, Rektor der Regina High School in Iowa City und  Rektor des St. Ambrose Seminary  sowie Fakultätsmitglied des St. Ambrose College in Davenport. Papst Johannes Paul II. ernannte ihn 1981 zum Ehrenprälaten mit dem Titel Monsignore.
Papst Johannes Paul II. ernannte ihn am 15. Juni 1983 zum Bischof von Sioux City. Der Erzbischof von Dubuque, James Joseph Byrne, spendete ihm am 17. August desselben Jahres die Bischofsweihe; Mitkonsekratoren waren Gerald Francis O’Keefe, Bischof von Davenport, und Frank Henry Greteman, emeritierter Bischof von Sioux City. Soens' Rücktrittsgesuch wurde vom Heiligen Stuhl am 28. November 1998 angenommen.
Nach seinem Rücktritt als Bischof von Sioux City wurde Soens beschuldigt, während seiner Amtszeit als Rektor der Regina Catholic High School in Iowa City in den 1960er Jahren minderjährige Schüler sexuell belästigt zu haben.